# لئونارد وولف
لئونارد وولف (انگلیسی: Leonard Woolf؛ ۲۵ نوامبر ۱۸۸۰ – ۱۴ اوت ۱۹۶۹)، پدیدآور، نویسنده، ناشر و کارمند دولت اهل بریتانیا بود. او یکی از نظریه پردازان سیاسی بریتانیا و همسر نویسنده ویرجینیا وولف بود.

## زندگی‌نامه

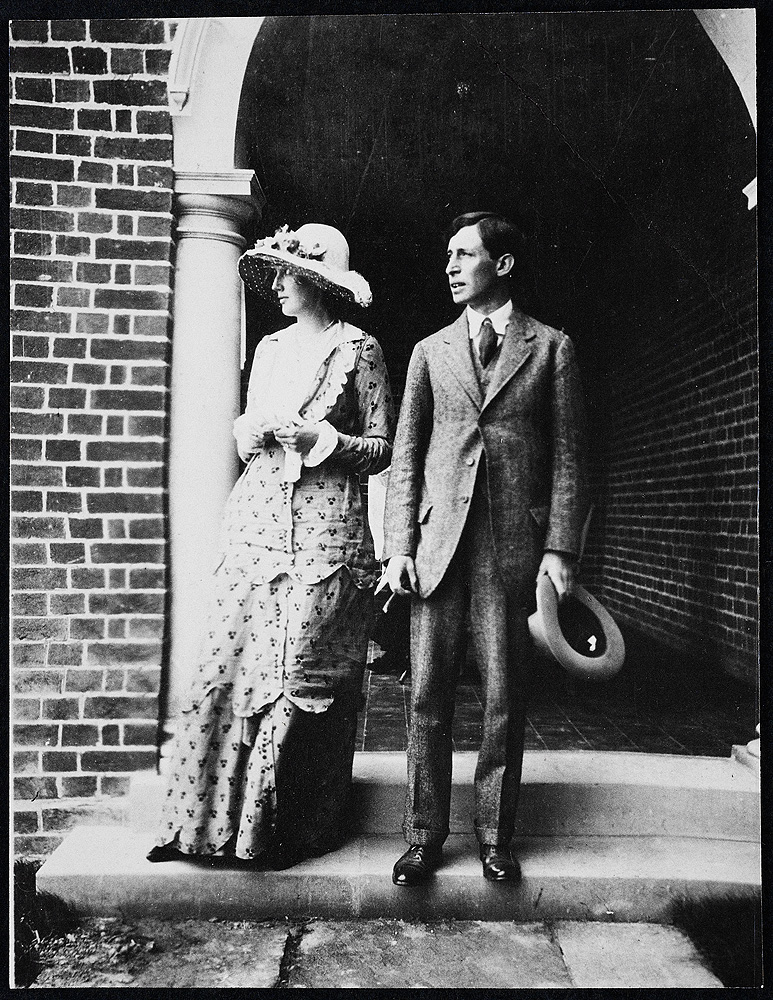
ویرجینیا و لئونارد وولف، ۱۹۱۲

وولف در ۱۸۸۰ در لندن متولد شد و سومین از ده فرزند سیدنی وولف، وکیل مدافع و مشاور ملک و ماری بود. خانواده وی یهودی بودند.